# Іоган Ернест Мініх
Йоганн Ернст Мініх (нім. Ernst Johann von Münnich; в російських документах Сергій Христофорович Мініх; 30 грудня 1707 — 21 січня 1788 , Санкт-Петербург) — граф, російський політичний діяч, дипломат, мемуарист з роду Мініхів. Дід баронеси Кріденер, яка мала величезний вплив на Олександра I.

## Біографія
Народився в родині майбутнього фельдмаршала Мініха.
У Російську імперію приїхав у віці 13 років. Навчався в Ризі і Женеві, вивчав юриспруденцію, іноземні мови та філософію. З 1727 року працював в Колегії іноземних справ. З 1729 року — в російському посольстві у Франції, з 1731 року — повірений у справах (за відсутності постійного посла).
У 1733 році повернувся до Російської імперії, отримав чин камер-юнкера, в 1737 році — камергера, в 1740 році — обер-гофмейстера і звання генерал-поручика, користувався прихильністю імператриці Анни Іоанівни, а після її смерті —  Анни Леопольдівни.
Після повалення останньої, в 1741 році був разом з батьком схоплений, засуджений, позбавлений чинів і маєтків, після чого засланий з родиною в Костромську губернію, а в 1743 році — до Вологди, де і пробув на засланні 20 років, аж до смерті імператриці Єлизавети Петрівни.
У 1762 році, з царювання імператора Петра III, був помилуваний і повернувся до Санкт-Петербургу. Тоді ж йому було повернуто чини, нагороди і втрачене майно. У 1763 році, вже під час правління імператриці Катерини II, отримав чин дійсного таємного радника. З 1764 року — член Митної комісії, головний директор митних зборів країни. З 1774 року аж до самої смерті — голова Комерц-колегії.
Відомий мемуарист, І. Е. Мініх в роки вологодського заслання написав «Записки графа Ернста Мініха…», цікаві докладним зображенням придворного життя часів Анни Іоанівни і портретами політичних діячів тієї епохи.
Був нагороджений орденами Св. Олександра Невського (1740), Білого орла (1741) і Св. апостола Андрія Первозванного (1774).

## Твори
- «Записки графа Ернста Мініха, сина фельдмаршала, писані ним для дітей своїх в Вологді в 1758 році».— СПБ, 1817.
- «Зауваження на записки генерала Манштейна», «Вітчизняні записки». 1825–1828.
- Мініх І. Е. Листи з Вологди 1756–1758 рр. / Публ., Переклад і коммент. Дм. Толстого // Русская старина, 1887. — Т. 53. — № 2. — С. 465–469.